# Frames Festival
 (février 2019).
 (mars 2024).
Le FRAMES Web Video Festival est un événement créé en 2016 à Avignon par l'association La Boîte qui comprend certains vidéastes du web tels que Patrick Baud (Axolot), François Theurel (Le Fossoyeur de Films) ou encore French Food Porn, ainsi que des professionnels de la production vidéo comme Pandora Création.
Depuis sa première édition, le Frames est pensé comme un événement culturel de rencontres, d'échanges, de diffusion et de promotion de la création sur Internet en lien avec les auteurs, producteurs et diffuseurs du web, qui rassemble chaque année plusieurs dizaines de vidéastes et créateurs du web.

## Le Festival
Tout en profitant d'une ambiance festive le temps d’un week-end, le Frames Festival permet au public de s'intéresser à la création vidéo qu'il suit quotidiennement sur internet en assistant à de nombreuses rencontres, discussions, activités et projections animées par différents vidéastes, auteurs, réalisateurs ou encore comédiens qui produisent de la vidéo sur le web.
En 2020, le festival met exceptionnellement en place le Frames Tour, afin d'aller à la rencontre du public dans plusieurs villes de France telles que Montpellier, Toulouse, Bordeaux, Lyon et Paris, tout en maintenant une édition diffusée entièrement en ligne à Avignon.
Parmi les invités déjà programmés au Frames, toutes éditions confondues, on retrouve entre autres Antoine Daniel, Natoo, Florent Bernard, Adrien Ménielle, Kyan Khojandi, Le Grand JD, Cyprien, Aude Gogny-Goubert, Jérôme Niel, Monsieur Poulpe, Cyrus North ou encore Éléonore Costes.

### Historique
Le festival est né de l'envie de « faire de cet événement un moment convivial où les Youtubeurs auraient leur espace d'expression […] “On voudrait montrer qu’il n’y a pas que le théâtre à Avignon. Il faut donner ces lettres de noblesse à internet” » selon le directeur général Gilles Boussion, également ancien co-gérant du cinéma Le Pandora où a été imaginé le début du Frames Festival.
Avec au départ la volonté de faire découvrir aussi la richesse patrimoniale de la ville d'Avignon en inscrivant ses activités dans des lieux chargés d'histoire tels que le Palais des Papes, la Collection Lambert ou encore le Théâtre du Chêne noir, le Frames s'est vite démarqué par sa proximité avec ses festivaliers qui profitaient alors d'un cadre chaleureux, convivial et intimiste. C'est d'ailleurs là qu'est pensé le format des Apartés qui permet aux festivaliers de participer à des activités en nombre réduit avec un vidéaste.[passage promotionnel]
Depuis ses débuts en 2016, le Frames Festival se caractérise par une programmation riche, variée et de qualité qui permet aux vidéastes invités de « [sortir derrière l'écran du web] pour interroger et explorer d’autres formats, du jeu vidéo à la télévision, en passant par le cinéma, le documentaire et la bande-dessinée », en passant également par la vulgarisation scientifique mais aussi par le court-métrage et la fiction.

## Le FRAMES.Pro
De 2017 à 2019, les rencontres professionnelles se sont consolidées pour devenir le Frames.Pro, premier Salon Professionnel du secteur de la création vidéo pour le web en France. Destiné aux vidéastes et à tous les différents acteurs du secteur (producteurs, diffuseurs, institutions, plateformes, etc.), ces rencontres ont pour objectif d’instaurer un échange entre les différents professionnels de la sphère créatrice du web et de construire les fondations d’un modèle économique en pleine expansion,.

## Le Concours Vidéo FRAMES
En 2018, pour affirmer cette volonté de promouvoir et d'accompagner la création web émergente, le Frames est à l'initiative d'un Concours Vidéo sur l’Émergence Créative où un Jury de professionnels délibère sur une sélection de chaînes ayant moins de 10 000 abonnés. Les lauréats du Grand Prix et du Prix du Jury bénéficient par ailleurs d'un soutien du CNC Talent.
En 2018, le jury était composé, entre autres, de Cyprien et Kyan Khojandi.

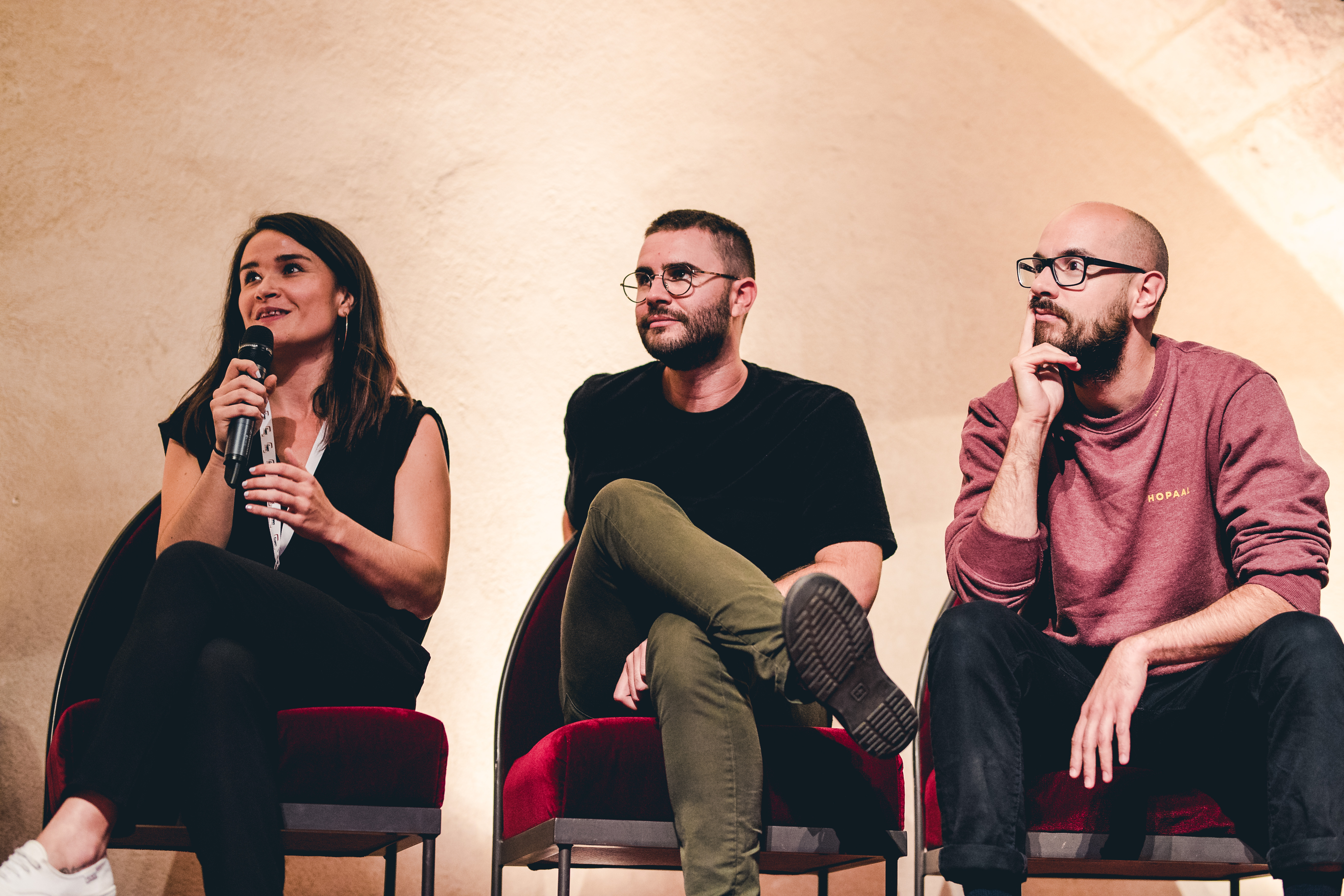
La productrice Vanessa Brias et les auteurs-réalisateurs Kyan Khojandi et Cyprien, membres du Jury du Concours lors de l'édition 2018.
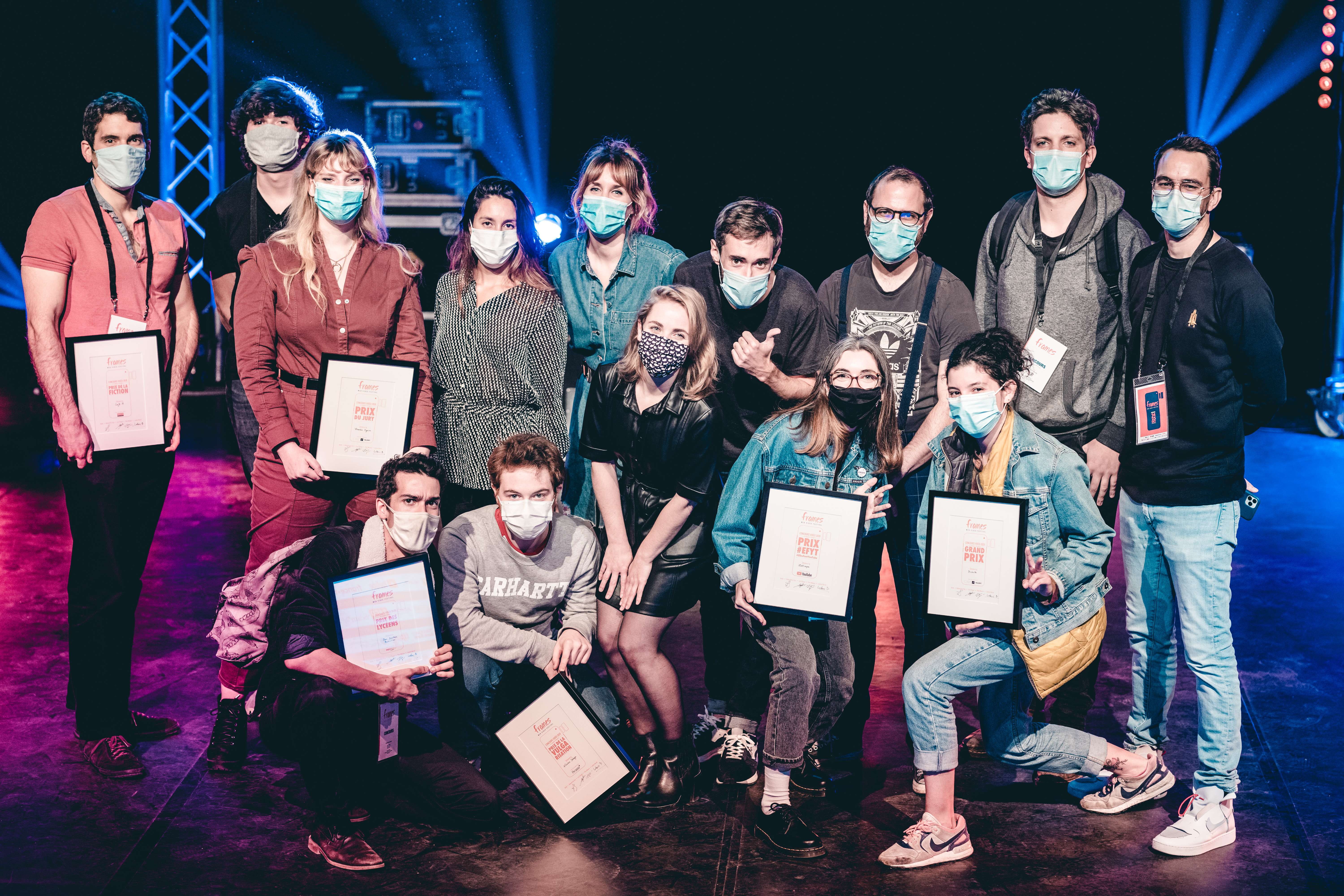
Le palmarès du Concours lors de l'édition 2020.
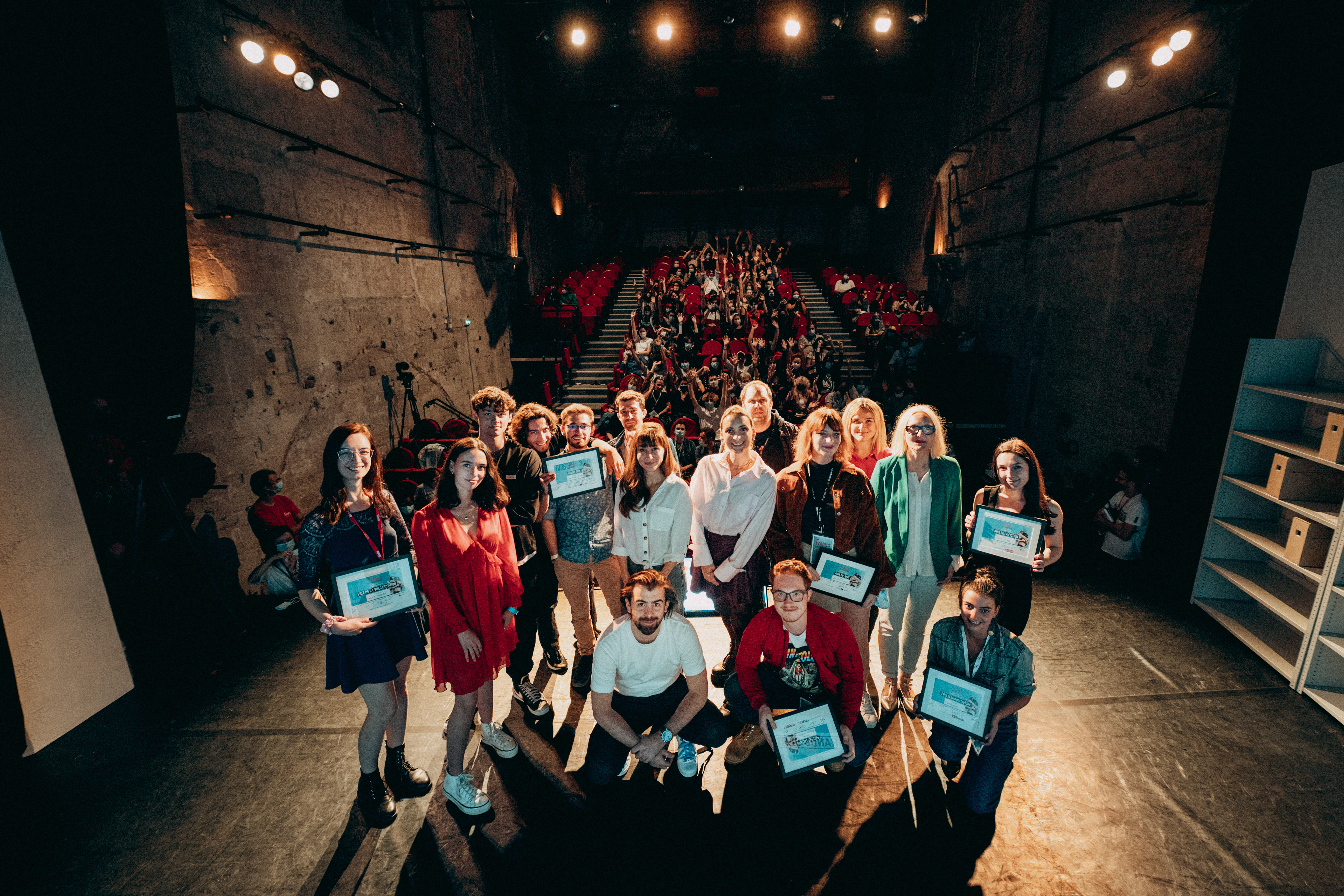
Le palmarès du Concours Emergence de l'édition 2021

En 2019, les membres du jury comptaient Frédéric Courant (C'est pas sorcier) et PV Nova.
En 2020, Flore Maquin (artiste et graphiste) et Cyril Chagot (producteur) étaient parmi les membres du Jury.
En 2021, Natoo (créatrice de contenu), Vanessa Brias (productrice) et Ludoc (réalisateur) faisaient partie du jury.
Le jury 2022 comptait Studio Bagel (studio de production), Manon Bril (créatrice de contenu) et Navo (auteur-réalisateur) parmi ses membres.